# Sweet Dreams (Are Made of This) (álbum)
Sweet Dreams (Are Made of This) es el segundo álbum de estudio del dúo británico Eurythmics, publicado por la discográfica RCA Records el 4 de enero de 1983. Contiene el exitoso sencillo "Sweet Dreams (Are Made of This)", canción que llevó al dúo al reconocimiento internacional.

## Lista de canciones
Todas las canciones escritas y compuestas por Annie Lennox y David A. Stewart. 
| N.º | Título                            | Duración |  |
| 1.  | «Love Is a Stranger»              | 3:43     |  |
| 2.  | «I've Got an Angel»               | 2:45     |  |
| 3.  | «Wrap It Up» (con Green Gartside) | 3:33     |  |
| 4.  | «I Could Give You (A Mirror)»     | 3:51     |  |
| 5.  | «The Walk»                        | 4:40     |  |
| 6.  | «Sweet Dreams (Are Made of This)» | 3:36     |  |
| 7.  | «Jennifer»                        | 5:06     |  |
| 8.  | «This Is the House»               | 4:56     |  |
| 9.  | «Somebody Told Me»                | 3:29     |  |
| 10. | «This City Never Sleeps»          | 6:33     |  |

## Créditos
- Annie Lennox – voz, flauta
- David A. Stewart – guitarras, sintetizador

### Músicos adicionales
- Robert Crash – batería con pads electrónicos
- Green Gartside – coros
- Dick Cuthell – trompeta
- Adam Williams – sintetizador
- Andy Brown – bajo
- Reynard Falconer – sintetizador
- John Turnbull – guitarra